# Herreys
Herreys, známé také jako Herrey's nebo Herrey, je švédská popová skupina, kterou tvoří tři bratři Per Herrey, Richard Herrey a Louis Herrey.

## Historie
V roce 1984 vyhráli Eurovision Song Contest s písní „Diggi-Loo Diggi-Ley“. V době svého vítězství v Eurovizi žili a pracovali jako zpěváci v Clevelandu ve Spojených státech amerických. Několik dalších let nahrávali a koncertovali, ale neměli žádný hit stejného rozsahu jako ten, se kterým ovládli Eurovizi. Byli prvním evropským boybandem, který předcházel mezinárodnímu boomu o několik let později. V 80. letech 20. století byli nejprodávanější popovou skupinou ve Švédsku a sklidili obrovský úspěch na turné, kde odehráli více než 300 koncertů.
Po několikaleté pauze se v roce 2002 účastnili semifinále švédského Melodifestivalenu, kde zahráli píseň „Diggi-Loo Diggi-Ley“. Richard Herrey vystoupil na koncertě Congratulations, který se konal k 50. výročí založení skupiny v Kodani v Dánsku v říjnu 2005. V únoru 2006 vydal své první sólové album Jag e Kung. V roce 2015 vystoupili na koncertě Eurovision Song Contest's Greatest Hits, a také na konci druhého semifinále Eurovision Song Contest 2024 ve švédském Malmö.

## Diskografie

### Alba
- 1984: Diggi Loo, Diggi Ley
- 1985: Crazy People
- 1985: Not Funny
- 1986: Different I's
- 1987: Live in Tivoli
- 1994: Där vindarna möts
- 1995: Herreys Story
- 2002: Gyllene Hits
- 2010: The Greatest Hits